# ㅌ
Tieut (carácter: ㅌ; en hangul, 티읕; romanización revisada, tieut; McCune-Reischauer, t'iŭt) es una consonante del alfabeto hangul coreano. El Unicode para ㅌ es U+314C. Se pronuncia aspirada, como [tʰ], al comienzo de una sílaba y como [t] al final de una sílaba. Por ejemplo: 토마토 tomate [tʰomatʰo] suena aspirada, pero 붙다 butta ("pegarse a") se pronuncia con un sonido [t] no aspirado.